# Telesma-Verlag
Der Telesma-Verlag ist ein Verlag mit Sitz in der brandenburgischen Kleinstadt Treuenbrietzen.

## Geschichte
Der Telesma-Verlag wurde 1988 durch den Lyriker und Organisten Karl-Heinrich Klein (Pseudonym David Colombara) in Bensheim gegründet und war anfangs, bis auf eine Auswahl von Schriften des Philosophen Franz von Baader, ein Selbstverlag. 2002 erwarb ihn der Schriftsteller und Germanist Baal Müller und führte ihn von München aus. 2007 verlegte Müller den Verlagssitz nach Caputh am Schwielowsee, zwei Jahre darauf nach Treuenbrietzen. Im Mittelpunkt stand unter Müllers Leitung zunächst der neuheidnische und neognostische Dichter- und Philosophenkreis der Münchner Kosmiker um den Dichter und Esoteriker Alfred Schuler, dessen Werke Baal Müller neu herausgab, und den Lebensphilosophen und Graphologen Ludwig Klages. 
In den letzten Jahren wurde das Verlagsprogramm u. a. um den Nationalrevolutionär Friedrich Hielscher, den Schriftsteller Friedrich Georg Jünger, den Psychoanalytiker Carl Gustav Jung, über den Gerhard Wehr eine Monographie im Telesma-Verlag vorlegte, und den Lyriker Rolf Schilling erweitert. Einen weiteren Schwerpunkt bilden philosophische Arbeiten, insbesondere des Kulturphilosophen, Historikers und Naturschützers Reinhard Falter und neuerdings ein biologisches Werk des DDR-Dissidenten, Landwirts und früheren Sächsischen Landesbeauftragten für die Stasi-Unterlagen Michael Beleites.
Seit 2013 erscheinen bei Telesma auch Romane zeitgenössischer Autoren, darunter Björn Clemens.

## Name
Der Verlagsname geht auf den Begriff der kosmischen Ursubstanz aus der Tabula Smaragdina, einem Grundtext der hermetischen Philosophie und Alchemie, des Hermes Trismegistos zurück.

## Autoren (Auswahl)
| - Thomas Barthélemy - Michael Beleites - Björn Clemens - Reinhard Falter | - Monika Hauf - Friedrich Hielscher - Sebastian Maaß - Baal Müller | - Rolf Schilling - Alfred Schuler - Gerhard Wehr - Tobias Wimbauer |